# RSZ–122
Az RSZ–122 (kartvéli: რს–122) grúz 122 mm-es önjáró rakétasorozatvető-rendszer, amely a szovjet BM–1 Grad eszközön alapul, annak továbbfejlesztett, modernizált változata.
A grúz Delta cég fejlesztette ki ukrán közreműködéssel 2011-ben és 2012-től gyártják. A nyilvánosság előtt 2012. március 3-án mutatták be a Vaziani gyakorlótéren. Csak kis mennyiség készült belőle. Az eszköz tüzérségi eleme a BM–21 Grad rendszerből származik. Alváza az ukrán KrAZ–63221 6×6-os hajtásképletű tehergépkocsi. A jármű legfőbb jellemzője a NATO STANAG 4569 Level 2 szintnek megfelelő páncélvédettségű vezetőfülke, amely kiskaliberű lövedékek és repeszek ellen nyújt védelmet. A nagyméretű kabinban helyezkedik el az ötfős kezelőszemélyzet. A páncélozott vezetőfülke alkalmazását a nagyobb teherbírású alváz használata tette lehetővé. A jármű külön előkészítés nélkül képes tüzérségi tüzet vezetni. Töltése kézzel történik, a 40 indítócső 7 perc alatt tölthető. Felszerelték műholdas navigációval is, amely mind a jármű manőverezését, mind a tűzvezetést támogatja.